# Борозна (рільництво)

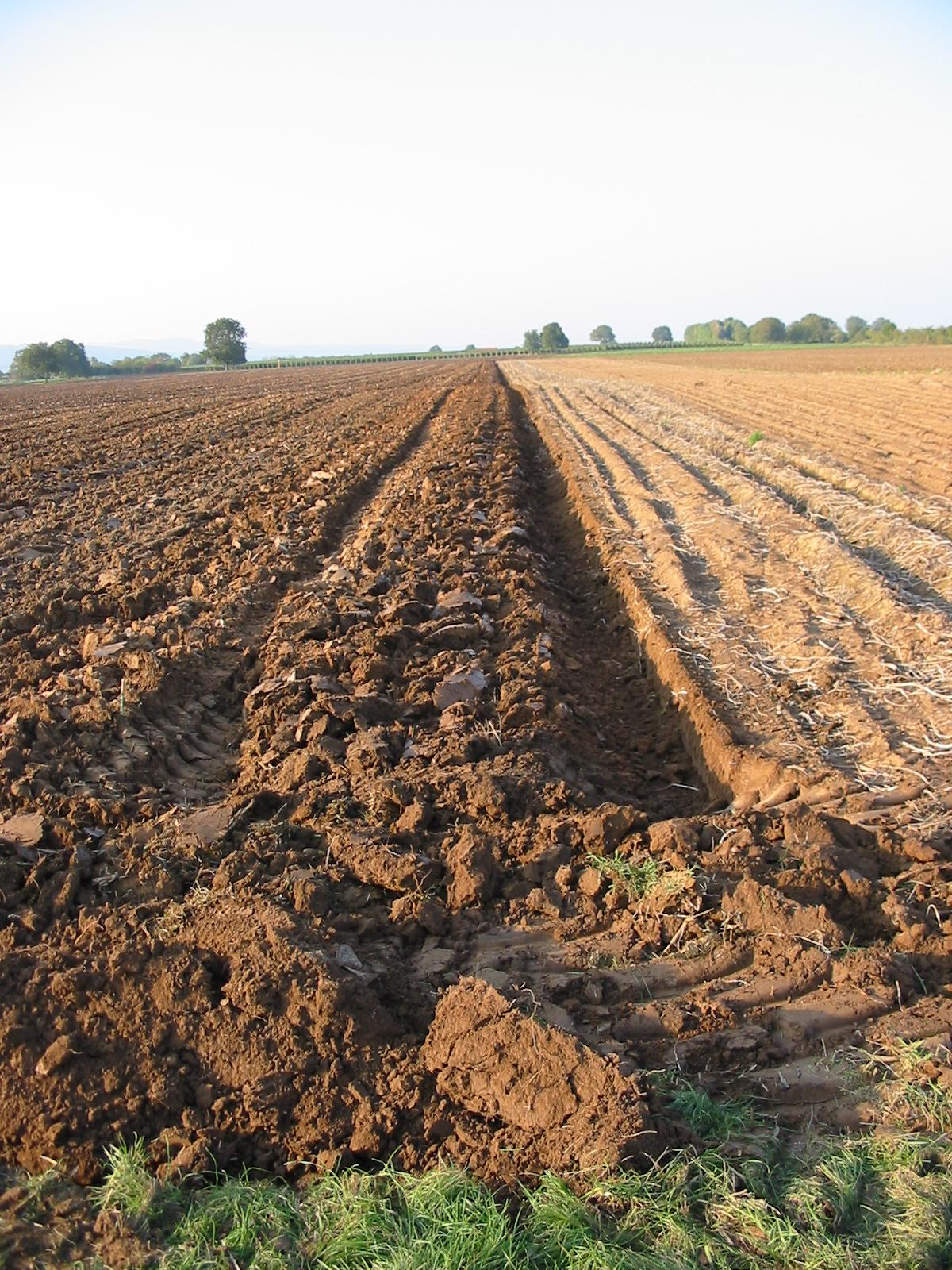
Борозни на свіжозораному полі.

Борозна́ — довга вузька заглибина в землі, утворена плугом. Виникає після виорювання і відкладання скиби під час оранки, наступний прохід плуга засипає борозну, водночас утворюючи нову. Після оранки залишається лише борозна на краю загону (ділянки поля).
Традиційний плуг відкладає скибу на один бік (зазвичай праворуч), тому при розвороті нову борозну доводиться починати з протилежного боку загону. Оборотний плуг може відкладати скибу як праворуч, так і ліворуч, уможливлюючи оранку послідовними проходами з одного боку поля. У цьому випадку поле не ділиться на загони, нема на ньому і борозен загонів за винятком однієї на краю поля. Нижче дна борозни може утворюватися плужна підошва.
Глибину борозни вимірюють за допомогою борозноміра, прикладаючи рухоме плече до цілини, а стрижень-основу перпендикулярно до дна.

## Борозна в культурі
- В індоєвропейських народів існував обряд оборювання — проведення борозни навколо якогось місця (найчастіше поселення)[3][4].
- Ім'я персонажа індійської міфології Сіти буквально означає «борозна»: ніби від того, що її знайшли на борозні.